# Leslie Landon
Leslie Ann Landon (* 11. Oktober 1962 in Los Angeles) ist eine ehemalige US-amerikanische
Filmschauspielerin, die als Psychologin arbeitet.

## Leben
Leslie Landon ist eines der sieben Kinder von Michael Landon und eines von vier Kindern, die Landon mit seiner zweiten Frau, der Schauspielerin Lynn Noe, hatte. Sie hat zwei Brüder, Michael jr. und Christopher, sowie eine Schwester, Shawna Landon. 
In ihrer Jugend war Landon an der Seite ihres Vaters in der Fernsehserie Unsere kleine Farm zu sehen. Zunächst spielte sie vier verschiedene Rollen, ehe sie ab 1982 Etta Plum verkörperte. Dennoch beschloss Landon zu studieren und besuchte die University of Southern California. Heute hat sie einen Doktor der Psychologie und arbeitet als Familientherapeutin.
Leslie Landon ist seit 1990 verheiratet und hat vier Kinder; darunter die Schauspielerin Rachel Matthews.

## Filmografie
- 1975–1983: Unsere kleine Farm (Fernsehserie, 19 Episoden)[1]